# الهيئة المصرفية الأوروبية
الهيئة المصرفية الأوروبية (بالإنجليزية: European Banking Authority) هي وكالة تنظيمية تتبع الاتحاد الأوروبي ومقرها في باريس. تشمل أنشطتها إجراء اختبارات الضغط على البنوك الأوروبية لزيادة الشفافية في النظام المالي الأوروبي وتحديد نقاط الضعف في هياكل رأس مال البنوك.
تتمتع الهيئة بالسلطة لإلغاء المنظمين الوطنيين إذا فشلوا في تنظيم بنوكهم بشكل صحيح. إن قانون الهيئة قادر على منع المراجحة التنظيمية ويجب أن يسمح للبنوك بالمنافسة العادلة في جميع أنحاء الاتحاد الأوروبي. سيمنع قانون الهيئة في السباق نحو القاع لأن البنوك المنشأة في ولايات قضائية ذات تنظيم أقل لن تتمتع بميزة تنافسية مقارنة بالبنوك الموجودة في ولايات قضائية ذات لوائح أكثر حيث يتعين على جميع البنوك من الآن فصاعدًا الامتثال للمعايير الأوروبية الأعلى.

## التاريخ
تم إنشاء الهيئة في 1 يناير 2011، وفي ذلك التاريخ ورثت جميع مهام ومسؤوليات لجنة المشرفين على البنوك الأوروبية. واستمرارية مع أمانة مجموعة دول أوروبا الوسطى والبلطيق، كان مقرها في البداية في لندن.
نتيجة لانسحاب المملكة المتحدة المخطط من الاتحاد الأوروبي، عملت المفوضية الأوروبية على خطط لنقل الهيئة جنبًا إلى جنب مع وكالة الأدوية الأوروبية خارج المملكة المتحدة، لإبقائها داخل الدول الأعضاء المتبقية في الاتحاد الأوروبي. تم اعتبار المقار المستقبلية للوكالة بروكسل ودبلن وفرانكفورت ولوكسمبورغ وباريس وبراغ وفيينا ووارسو. في النهاية تم اختيار باريس عن طريق سحب القرعة لإيواء الهيئة، وذلك في الساعة 18:40 بتوقيت وسط أوروبا يوم الاثنين 20 نوفمبر 2017.

## المهام
تتمثل المهمة الرئيسية لـ الهيئة في المساهمة من خلال اعتماد المعايير الفنية الملزمة والمبادئ التوجيهية في إنشاء كتاب القواعد الأوروبي الفردي في الأعمال المصرفية. يهدف كتاب القواعد المنفردة إلى توفير مجموعة واحدة من القواعد الاحترازية المنسقة للمؤسسات المالية في جميع أنحاء الاتحاد الأوروبي، مما يساعد على خلق ساحة لعب متكافئة وتوفير حماية عالية للمودعين والمستثمرين والمستهلكين.
كما تلعب الهيئة دورًا مهمًا في تعزيز تقارب الممارسات الرقابية لضمان التطبيق المنسق للقواعد الاحترازية. أخيرًا تم تفويض الهيئة لتقييم المخاطر ونقاط الضعف في القطاع المصرفي في الاتحاد الأوروبي من خلال وعلى وجه الخصوص تقارير تقييم المخاطر المنتظمة واختبارات الضغط الأوروبية.
تشمل المهام الأخرى المنصوص عليها في ولاية الهيئة ما يلي:
- التحقيق في التطبيق غير الصحيح أو غير الكافي المزعوم لقانون الاتحاد الأوروبي من قبل السلطات الوطنية.
- اتخاذ القرارات الموجهة إلى السلطات المختصة أو المؤسسات المالية في حالات الطوارئ.
- التوسط لحل الخلافات بين السلطات المختصة في المواقف العابرة للحدود.
- العمل كهيئة استشارية مستقلة للبرلمان الأوروبي أو المجلس أو المفوضية.
- الاضطلاع بدور رائد في تعزيز الشفافية والبساطة والإنصاف في السوق للمنتجات أو الخدمات المالية الاستهلاكية عبر السوق الداخلية.

لأداء هذه المهام يمكن لـ الهيئة إنتاج عدد من الوثائق التنظيمية وغير التنظيمية بما في ذلك المعايير الفنية والمبادئ التوجيهية والتوصيات والآراء والأسئلة والأجوبة الملزمة والتقارير الدورية أو المخصصة. المعايير الفنية الملزمة هي إجراءات قانونية تحدد جوانب معينة من النص التشريعي للاتحاد الأوروبي (توجيه أو لائحة) وتهدف إلى ضمان التنسيق المتسق في مجالات محددة. تقوم الهيئة بتطوير مسودة بي تي إس والتي تم اعتمادها واعتمادها أخيرًا من قبل المفوضية الأوروبية. على عكس الوثائق الأخرى مثل الإرشادات أو التوصيات فإن المسودة ملزمة قانونًا وقابلة للتطبيق بشكل مباشر في جميع الدول الأعضاء.

### إطار عمل الإبلاغ المشترك
التقارير المشتركة هي إطار عمل موحد للتقارير صادر عن الهيئة لتقرير توجيه متطلبات رأس المال. ويغطي مخاطر الائتمان ومخاطر السوق والمخاطر التشغيلية والصناديق الخاصة ونسب كفاية رأس المال. تم تبني إطار عمل إعداد التقارير هذا من قبل ما يقرب من 30 دولة أوروبية. يُطلب من المؤسسات الخاضعة للتنظيم بشكل دوري تقديم التقارير المشتركة، على أساس فردي وموحد باستخدام إكس بي آر إل في تصنيفات هندسة يورو فيلينع. يجب على جميع المنظمات الخاضعة للتنظيم في المملكة المتحدة استخدام التقارير المشتركة لتقديم تقاريرها القانونية المنتظمة اعتبارًا من 1 يناير 2014 فصاعدًا.